# Ray Repp
Ray Repp (St. Louis, 17 september 1942 – Palm Springs, 26 april 2020) was een Amerikaanse singer-songwriter.

## Biografie
Ray Repp was singer-songwriter die folkmuziek in katholieke missen introduceerde met zijn album Mass for Young Americans (1965), dat de vroegste ophef weergaf van eigentijdse christelijke muziek. Niet al Repps muziek is religieus: Don't Go In the Street en Apple Pie, beide van The Time Has Not Come True, bevatten soms humoristisch, vooruitziend linksleunend sociaal commentaar.
Hij nam elf collecties op, die werden vertaald naar meer dan 28 talen en hij won zes keer de ASCAP «Award for Special Contributions to the Field of Music». Zijn muziekcollectie is nu verkrijgbaar op cd met The Best of Ray Repp Vol. 1 & 2 en Yesterday, Today & Tomorrow, alle songs geschreven van 1965–1985.

## Privéleven en overlijden
Hij was getrouwd met Richard Alther, een schrijver/schilder, in hun huizen in Southern California en Vermont. Alther schreef The Decade of Blind Dates, over zijn vroegere relatie als gescheiden homoseksuele man en zijn huwelijk met Repp. Ray Repp overleed in april 2020 op 77-jarige leeftijd.

## Discografie
- 1965: Mass for Young Americans (F.E.L.)
- 1966: Allelu! (F.E.L.)
- 1967: Come Alive (F.E.L.)
- 1968: Sing Praise (F.E.L.)
- 1969: The Time Has Not Come True (F.E.L.) (opgenomen in 1966)
- 1972: Hear the Cryin'  (Myrrh)
- 1974: Give Us Peace (K&R) (ook uitgebracht in 1975 bij Agape label)
- 1978: Benedicamus - The Song of the Earth (K&R)
- 1979: Sunrise, in the Dead of Winter (K&R)
- 1981: By Love Are We All Bound (K&R)
- 1985: Ever Bless (K&R)

- International Standard Name Identifier: 0000 0000 4241 6566
- Library of Congress Control Number: n94071347
- MusicBrainz: f1ddac83-1d28-410c-a86e-b8dedf5ffb74
- Virtual International Authority File: 1702629
- WorldCat: E39PBJhhvfJ3Mv4JdfbHbGJJjC